# Zentrum für Jüdische Studien Shanghai
Das Zentrum für Jüdische Studien Shanghai (chinesisch 上海犹太研究中心, englisch Center for Jewish Studies Shanghai (CJSS)) ist ein Institut der Akademie der Sozialwissenschaften Shanghai.

## Forschung

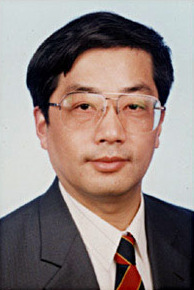
Professor Pan Guang (2006)

Die Forschungsschwerpunkte des Instituts sind die Geschichte der „Shanghaier Juden“ (während des Holocausts nach Shanghai geflüchtete Juden), jüdische Gemeinden in China (die größten befinden sich in Tianjin, Harbin und Kaifeng) sowie politische Studien des Nahen Ostens. Unter der Führung von Professor Pan Guang hat es sich zur führenden Studieneinrichtung Chinas entwickelt, die sich mit jüdischen und israelischen Fragen beschäftigt.
Seit 2006 kann über den Verein Österreichischer Auslandsdienst im Zentrum ein Gedenkdienst abgeleistet werden.

## Veröffentlichungen
- Die Juden in China
- The Jewish Civilization
- The Revitalization of the Jewish People
- Jews in China: Legends, History and New Perspectives

## Internationales
Das Zentrum hat mehrere nationale und internationale wissenschaftliche Konferenzen organisiert, ebenso wie so genannte Rickshaw Reunions (Wiedersehen von Flüchtlingen, die den Holocaust in Shanghai überlebt haben). Prominenten Besuch hatte das Zentrum unter anderem von Jitzchak Rabin, Ehud Olmert, Gerhard Schröder, Ariel Sharon, Hillary Clinton und Thomas Klestil.